# Two for the Money
Two for the Money (pt Aposta de Risco; br Tudo por Dinheiro) é um filme de drama dos Estados Unidos, de 2005, realizado por D. J. Caruso.

## Resumo
Durante anos um sonho fez com que Brandon Lang (Matthew McConaughey) se dedicasse ao futebol americano, jogando das ligas infantis até às equipas universitárias. Um problema no joelho fez com que abandonasse temporariamente o desporto, mas ele ainda acreditava que poderia ser convocado para jogar numa das equipas  profissionais.
Durante anos Brandon enviou cartas para os mais diversos olheiros, mas sempre recebia negativas como resposta. Enquanto isso, para se sustentar, trabalhava num cubículo, atendendo telefonemas. Brandon começa a perder a esperança de realizar o seu sonho, até que recebe uma carta de Walter Abrams (Al Pacino), responsável pelo maior serviço de desporto dos Estados Unidos. Walter não quer Brandon a jogar mas acredita que ele possui habilidade para detectar os vencedores das partidas, o que o tornaria um trunfo e tanto no ramo das apostas.
Walter acredita tanto em Brandon que lhe faz uma proposta irrecusável: que ele escolha o valor do contra-cheque e mude-se para Nova Iorque. Brandon aceita a proposta e, a partir de então, passa a ser o "menino de ouro" dos negócios de Walter.

## Elenco
- Al Pacino (Walter Abrams)
- Matthew McConaughey (Brandon Lang)
- René Russo (Toni Morrow)
- Armand Assante (Novian)
- Jeremy Piven (Jerry)
- Kevin Chapman (Southie)
- Ralph Garman (Reggie)
- Gedde Watanabe (Milton)
- Carly Pope (Tammy)
- Charles Carroll (Chuck)
- Gerard Plunkett (Herbie)
- Craig Veroni (Amir)
- James Kirk (Denny)
- Chrislyn Austin (Julia)
- Denise Galik (Mãe de Brandon)
- Gary Hudson (Pai de Brandon)